# Козировский, Александр Викторович
Алекса́ндр Ви́кторович Козиро́вский (укр. Олександр Вікторович Козіровський) — украинский военнослужащий, старшина второй статьи, участник российско-украинской войны. Герой Украины (2024).

## Биография
Александр Козировский служит в Военно-морских силах Вооружённых сил Украины в звании старшины 2-й статьи. С начала полномасштабного вторжения России в Украину в 2022 году он выполнял боевые задачи на различных участках фронта. Благодаря его мужеству и профессионализму было уничтожено значительное количество вражеской техники и живой силы противника.

## Награды
- Звание «Герой Украины» с удостоением ордена «Золотая Звезда» (28 июня 2024) — за личное мужество и героизм, проявленные в защите государственного суверенитета и территориальной целостности Украины, верность военной присяге[1].
- Орден «За мужество» III степени (2022) — за личное мужество и самоотверженные действия, проявленные в защите государственного суверенитета и территориальной целостности Украины, верность военной присяге.